# Rebecca Cooke
Rebecca Cooke (Reino Unido, 24 de junio de 1983) es una nadadora británica retirada especializada en pruebas de estilo libre larga distancia, donde consiguió ser medallista de bronce mundial en 2003 en los 800 metros estilo libre.

## Carrera deportiva
En el Campeonato Mundial de Natación de 2003 celebrado en Barcelona ganó la medalla de bronce en los 800 metros estilo libre, con un tiempo de 8:28.45 segundos, tras la alemana Hannah Stockbauer y la estadounidense Diana Munz (plata con 8:24.19 segundos).